# 11508 Stolte
11508 Stolte (1990 TF13) là một tiểu hành tinh vành đai chính được phát hiện ngày 12 tháng 10 năm 1990 bởi Lutz D. Schmadel và Freimut Börngen ở Tautenburg.